# Ниношвили
Ниношвили (груз. ნინოშვილი) — село в Грузии, на территории Ланчхутского муниципалитета края (мхаре) Гурия.

## География
Село находится в западной части Грузии, в предгорьях Гурийского хребта, на берегах реки Гведисцкали, на расстоянии приблизительно 7 километров (по прямой) к юго-западу от города Ланчхути, административного центра муниципалитета. Абсолютная высота — 86 метров над уровнем моря.

## Население
По результатам официальной переписи населения 2014 года, в Ниношвили проживало 318 человек (145 мужчин и 173 женщины). В национальной структуре населения грузины составляли 100 %.
| Год  | Население, человек |
| ---- | ------------------ |
| 2002 | 300                |
| 2014 | ↗ 318              |